# Vilim Eršek
Vilim Eršek (Žigrovec, Varaždin, 20. listopada 1939. – kod sela Rumboci, 27. lipnja 1972.), bio je hrvatski politički emigrant i revolucionar.
Bio je članom Hrvatskog revolucionarnog bratstva koji je bio u Bugojanskoj skupini.
Poginuo je u borbi s jugoslavenskim vlastima u kod sela Rumboci 27. lipnja 1972. godine.